# Шпак-малюк раротонзький
Шпак-малю́к раротонзький (Aplonis cinerascens) — вид горобцеподібних птахів родини шпакових (Sturnidae). Ендемік Островів Кука.

## Опис
Довжина птаха становить 20-21 см, вага 77-88 г. Забарвлення загалом сіро-коричневе. гузка і нижні покривні пера хвоста білувата, верхні покривні пера хвоста чорні. Голова сіро-коричнева з пурпуровим металевим відблиском. Дзьоб і лапи чорні, очі жовтуваті. 

## Поширення і екологія
Раротонзькі шпаки-малюки є ендеміками вологих гірських тропічних лісів острова Раротонга. Зустрічаються на висоті від 150 до 600 м над рівнем моря.

## Поведінка
Раротонзькі шпаки-малюки живляться плодами, нектаром (зокрема нектаром ендемічної рослини Fitchia speciosa, що квітне з квітня по липень) і комахами. Сезон розмноження триває з серпня по грудень. Гніздо розміщується в дуплі дерева, на висоті віл 4 до 6 м над землею. Птахи віддають перевагу Bischofia javanica, Homalium acuminatum і Hernandia moerenhoutiana. Гніздо може використовуватись повторно. В кладці 2 яйця.

## Збереження
МСОП класифікує цей вид як вразливий. За оцінками дослідників, популяція раротонзьких шпаків-малюків становить від 600 до 1700 птахів. Їм загрожують інвазивні види, зокрема індійські майни і чорні пацюки, можливість епізоотії, а також зміна клімату.